# Гаплогрупа R1a
R1a — Y-хромосомна гаплогрупа, поширена в Центральній і Східній Європі, Центральній і Південній Азії, а також на Алтаї.

## Походження
Походить від мутації гаплогрупи R1, що сталася у чоловіка, який жив близько 22 800 років тому, ймовірно в Азії (виходячи з розповсюдження ліній R2 і R*). Ймовірне поширення — кількома хвилями.
Найзначніша хвиля — біля 3—5 тисяч років тому з Чорноморських степів. Найбільше дана гаплогрупа поширена серед окремих вищих каст півночі Індостану, серед деяких груп у Середній Азії, сорбів-лужичан (полабських слов'ян), східних європейців, алтайців, серед хотонів, західних і східних слов'ян, у деяких іранських народів (пуштуни, белуджі та ін.).

### Гіпотези про місце походження

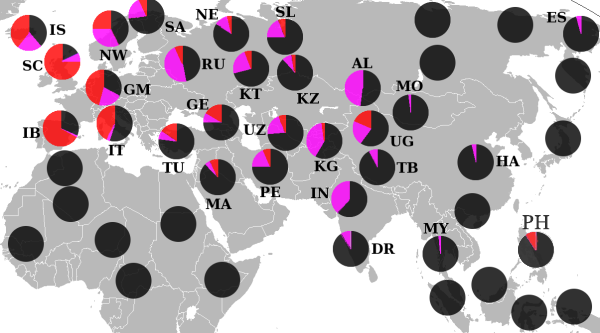
Розширення R1a (фіолетовим) та 1б (червоним).

Багато носів R1a в Північній і Західній Європі, ДНК яких не має мітки Z284, підпадають під кореневу групу R1a1a1* (M417) або навіть древніші R1a1a (M17) і R1a1 (SRY10831.2).
R1a1a1* походить від найдавнішої відомої експансії R1a з лісостепової зони.
Походження більш древніх кладів (R1a1 і R1a1a) ще не встановлено.
Є кілька теорій про походження гаплогрупи R1a і вона, як правило, пов'язана з міграцією індоєвропейців. Тим не менше, ці теорії, фактично, відносяться до R1a1a, бо вона є найбільш поширеною і добре документована. Нині в науці домінує теорія про те, що сама R1a має початок у Південному Сибіру, де були знайдені останки з палеолітичної стоянки «Мальта», де знайшли предкову гаплогруппу R* Parent (xR1, xR2).

### Східноєвропейська теорія
Спенсер Веллс, директор Генографічного проекту з «National Geographic» вважає, що R1a виникла в Європі від 10 000 до 15 000 років тому на території України. Цей регіон він називає «Українським притулком», де древні люди змогли вижити під час останнього льодовикового максимуму.

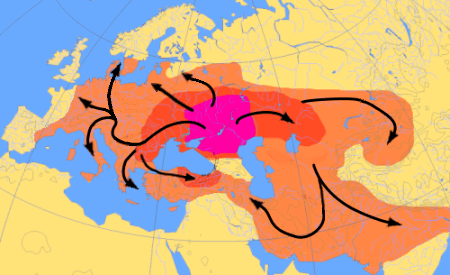
Карта міграції індоєвропейців відповідно до курганної гіпотези (міграції, які почалися після 4000 р. до н. е. позначені рожевим, які почалися після 2500 р. до н. е. — позначено червоним; після 1000 р. до н. е. — помаранчевим).

Ймовірно, там же відбулося одомашнення коня, винайдено колесо та віз, що зробило можливим ведення кочового способу життя, а кочові індоєвропейці здійснили широку експансію, яка відбулася понад 3000 років до н. е. з теренів зазначеної «курганної археологічної культури» України. Такий розвиток подій може бути підкріплений курганною гіпотезою, відповідно до якої, носії індоєвропейських мов були творцями курганної археологічної культури. Також аргументом на користь цієї версії є те що серед індусів носіями гаплогрупи є вищі касти іноземних поневолючів Індії.
Допускається, що мутація прийшла з більш широкої території — з Причорноморсько-Каспійського степу (тобто з України та території між Доном та Волгою, яка лежить на схід від України).

### Південноазійська теорія
Теорія про походження R1a в Південній Азії, викладена генетиком Стівеном Оппенгеймером з Оксфордського університету, припускає походження цієї гаплогрупи в Південній Азії близько 36 тисяч років тому, а вже звідти вона почала своє розповсюдження. Гіпотеза заснована на різноманітності субкладів гаплогрупи і великому числі їх носіїв в Пакистані, Північній Індії і Східному Ірані.

### Західноазійська теорія
Тоомас Ківісілд (2003 р.) дотримується гіпотези походження R1a в Західній Азії через переконання, що саме звідти відбулося вторгнення індоарійських племен в Індію. Крім того, Семіно (2000 р.) твердить про появу R1a на Близькому Сході, спираючись на те, що спільно з походженням гаплогрупи тут же виникли індоєвропейські мови.

## Дані ДНК викопних решток
Гаплогрупа R1a була виявлена у рештках населення «культури бойових сокир» та «культури полів поховальних урн», а також — серед решток поховань андронівської, пазирикської, тагарської і таштикської археологічних культур, у жителів стародавнього Танаїсу, у Таримських мумій (R1a1a), у одного з чоловіків в похованні представників еліти хунну в «Duurlig Nars».

## Етногеографічне поширення
Найбільшого поширення R1a має в Середній і Південній Азії, Центральній і Східній Європі серед
- лужичан (63 %),
- українців (44 %),
- поляків (близько 56 %),
- росіян (47 %)[13],
- у брахманів індійських штатів Західної Бенгалії і Уттар-Прадеш дана гаплогрупа зустрічається з частотою 72 і 67 % відповідно[14],
- даргінців (22 %),
- хотонів (64 %)[15],
- білорусів (50 %),
- литовців (34 %),
- латишів (39 %),
- казанських татар та мишарів (до 34—44 %),
- башкирів (26 %) (у башкир Саратовської і Самарської областей до 48 %)[16],
- у кубанських ногайців до 50 %[17],
- у карачаївців і балкарців до 34 %[18].
- Широко поширена в Центральній Азії: у таджиків (68 %),
- киргизів (64 %),
- памірців (82,5 %)[19][20].
- Помірно поширена в скандинавських країнах (23 % в Ісландії,
- 18—19 % в Швеції і
- близько 27 % в Норвегії),
- в Ірані (від 4 до 25 %).

## Зовнішня структура
- IJK
  - IJ (M429/P125)
    - I (M170)
    - J (M304)

  - K (M9)
    - LT (L298/P326), або K1
      - L (M20)
      - T (M184)

    - K2 (M526)
      - K2a (M2308)
        - K2a1 (M2313)
          - NO (M214)
            - N (M231)
            - O (M175)

      - K2b (P331)
        - K2b1 (P397, P399)
          - S (B254)
          - M (P256)

        - P (P295)
          - P1 (M45)
            - Q (M242)
            - R (M207)
              - R1 (M173)
                - R1a (M420)
                -  R1b (M343)

              - R2 (M479)

          - P2 (B253)

      - K2c (P261)
      - K2d (P402)
      - K2e (M147)

## Внутрішня структура

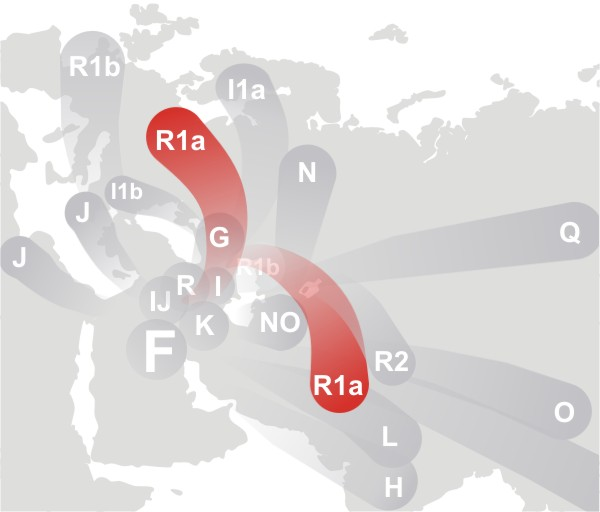
відгалуження під-гілок гаплогрупи R1a у Євразії

Під-гілки гаплогрупи R1a (L62/M513/PF6200, L63/M511/PF6203, L145/M449/PF6175, L146/M420/PF6229):
- R1a1 (L120/M516/PF6236, L122/M448/PF6237, M459/PF6235, Page65.2/PF6234/SRY1532.2/SRY10831.2)
  - R1a1a (L168, L449/PF6223, M17, M198/PF6238, M512/PF6239, M514/PF6240, M515) — у брахманів із Західної Бенгалії досягає 72 %, у пуштунів Афганістану до 51 %, у маніпурів Індії — 50 %. У мешканців польських, російських і українських регіонів коливається в межах 50-65 %.
    - R1a1a1 (M417, Page7)
      - R1a1a1a (CTS7083/L664/S298) — зустрічається в Східній Європі.
      - R1a1a1b (S224/Z645, S441/Z647)
        - R1a1a1b1 (PF6217/S339/Z283) — гілка переважаюча в Центральній й Східній Європі.
          - R1a1a1b1a (S198/Z282)
            - R1a1a1b1a1 (M458/PF6241) — переважно балто-слов'янська гілка, з максимальною частотою фіксована у Польщі, Литві, Чехії та Словаччині, але також зовсім звичайна в Північно-західній Росії і на Південному Сході України.
              - R1a1a1b1a1a (L260/S222) — чітко співвідноситься з західними слов'янами, пік її частоти припадає на Польщу, Чехію і Словаччину, також зона розповсюдження зачіпає Східну Німеччину, Східну Австрію, Словенію та Угорщину.
              - R1a1a1b1a1b (CTS11962)
                - R1a1a1b1a1b1 (L1029/S4554)

            - R1a1a1b1a2 (S204/Z91, S466/Z280) — є східноєвропейською міткою (можливо балто-слов'янською), зустрічається у всій Центральній і Східній Європі, західна межа поширення простягається від Східної до Південно-західної Німеччини і далі до Північно-східної Італії. Усередині гілки виділяється декілька кластерів, досліджених поки лише в загальних рисах: східнослов'янський, балтський, померанський, польський, карпатський, східно-альпійський, чехословацький та інші.
              - R1a1a1b1a2a (S205/Z92, S344/Z660, S446/Z661) — східнослов'янський кластер, можливо, має балтське (східнобалтійське) походження. Велика частина носіїв проживає в Росії та Білорусі. Зустрічається в Польщі, Литві, Фінляндії та Україні.
              - R1a1a1b1a2b (CTS1211)
                - R1a1a1b1a2b1 (P278.2)
                - R1a1a1b1a2b2 (L784)
                - R1a1a1b1a2b3 (CTS3402/S3361)
                  - R1a1a1b1a2b3a (L365/S468) — померанський кластер, більш всього носіїв мешкає в Польщі й Східній Німеччині (найчастіше носять прізвища слов'янського походження).
                    - R1a1a1b1a2b3a1 (F2686)

                  - R1a1a1b1a2b3b (L366)
                  - R1a1a1b1a2b3c (L1280)

            - R1a1a1b1a3 (S221/Z284, S443/Z289) — скандинавська гілка, найбільша концентрація в Норвегії. Також зустрічається у землях, де норвезькі вікінги влаштовували свої колонії, наприклад, у деяких областях Шотландії, Англії та Ірландії.
              - R1a1a1b1a3a (L448/S200)
                - R1a1a1b1a3a1 (CTS4179)
                  - R1a1a1b1a3a1a (L176.1/S179.1)

              - R1a1a1b1a3b (S223/Z287, S345/Z288)
                - R1a1a1b1a3b1 (CTS8401)
                  - R1a1a1b1a3b1a (S201/Z87, S342/Z88)

                - R1a1a1b1a3b2 (CTS8277)

              - R1a1a1b1a3c (CTS4027)

        - R1a1a1b2 (F992/S202/Z93) — основна азійська гілка R1a. Знайдена у Центральній, Південній та Південно-західній Азії (у тому числі у євреїв-ашкеназів). Z93 є міткою багатьох народів, таких як індо-іранці (арії), перси, мідійці, мітаннці, татари, а також входить у генофонд арабів і євреїв.
          - R1a1a1b2a (L342.2/S278.2, F3105, S340/Z94)
            - R1a1a1b2a1 (L657/S347) — зустрічається в Центральній та Південній Азії
              - R1a1a1b2a1a (Y7)

            - R1a1a1b2a2 (Z2124)
              - R1a1a1b2a2a (Z2123)
              - R1a1a1b2a2b (S4576/Z2122)
                - R1a1a1b2a2b1 (F1345)
                  - R1a1a1b2a2b1a (CTS6/S3403)
                  - R1a1a1b2a2b1b (F2935)

                - R1a1a1b2a2b2 (Y57)

## R1a-M420
M420 сформувався 22200 років тому. Загальний предок жив 14300 років тому.
R1a умовно визначається M420, хоча до неї за yfull еквівалентно відносяться ще 214 снипів, як наприклад: L146/M420, M448, L145/M449, M459, L63/M511, L62/M513, M516, M602, M604, M609, M610, M616, M617, M623, M626, M629, M631, M641, M644, M646, M650, M655, M658, M662, M665, M669, M671, M676, M678, M680, M681, M687, M690, M693, M698, M701, M709, M712, M715, M722, M726, M728, M729, M735, M736, M737, M739, M740, M743, M742, M744, M745, M749, M752, M754, M756, Y207/M765, M766, M767, M768, M769, M770, Y208/M772, Y209, M774, M775, Y212/M783, Y215, Y216/M784, Y217, M794, M796, M798, M800, L457, M803, M804, M814, M815, M5824, M8989, M9205, M11810, M11814, M11826, M11827, M11835, M12465, Y171, Y173, Y174, Y175, Y176, Y177, Y178, Y179, Y180, Y181, Y183, Y184, Y185, Y186, Y187, Y188, Y189, Y190, Y191, Y192, Y194, Y195, Y218, Y362, Y443, L1067, Y1420, Y1431, Y1432, Y1516, Y1519, Y1522, Y1592, Y1607, Y1611, Y1794, Y1975, Y2362, L566, L777, S492, Z2467
Найбільш давні підгалуззя парагрупи R1a (як наприклад M420) присутні у Ірані, особливо у горах Загрос. За дослідженням Underhill 2009 рокудо парогрупи R1a належали 2 з 150 іранця, 1 з 121 чоловіків Омана, 1 з 164 з арабів ОАЕ та 3 з 612 чоловіків Туреччині. У 7224 чоловіків у інших 73 євразійських популяціях не було жодного приналежного до парагрупи R1a.
Найближче розгалуження дерева R-M420:
- R1a (M420)
  - M459
    - M198 — сформувався 14300 років тому; загальний предок жив 8400 років тому; окрім М198 до R1a1a віносяться 41 снипів у тому числі М17, M448, L122, M459 та M516. M17/M198 виникла за середньокам'яної доби у Східній Європі.
      - M417 (R1a1a1) — сформувався 8400 років тому; загальний предок жив 5400 років тому; 99 % сучасних R1a відносяться до галузі R1a1a (M417). Сформувалася у дніпро-донецькій культурі новокам'яної доби. Поширилися з Надніпрянщини та Наддоння за мідної доби. За катакомбної культури 2700—2200 роках до Р. Х. та полтавкинської культури 2700—2100 років до Р. Х. на південь та схід у Надволжя й Передкавказзя.
        - Z645
          - Z283 — переважно у Східній та Централіньній Європі
          - Z93 — походить зі Східної Європи, але найбільше поширене в Азії

        - CTS4385 — найчастіше у Західній Європі
          - L664
          - FGC9988 — виявлені в Англії

      - YP1051
        - YP4622

    - YP1272 — виявлені у Білорусі, Росії, Єгипті та Тунисі
      - YP1276

  - YP4141
    - YP4132 — виявлена у Британії та Індії
      - YP4131 — виявлена у Англії (Ланкашир) та Шотландії
        - YP6500

    - YP5018 — виявлена у Іраці, Ємені та Катарі
      - YP5664

### R-L664
L664 (R1a1a1a) сформувався 4700 років тому. Загальний предок жив 4100 років тому.
Також віносяться 13 снипів.
Поширена серед північно-західних європейців, переважно у Західній Німеччині, Бенілюксі та на Британських островах. Поширилися з понтійсько-каспійського степу на північний захід Європи через Подунав'я разом з племенами R1b, носіями ямної культури.
Найближче розгалуження дерева R-L664:
- L664
  - S2894
    - YP285
      - YP282
        - YP441 — виявлена у Англії, Ірландії, Швеції та Фінляндії
        - YP442 — виявлені у Ірландії
        - YP5455

      - YP5599

    - S2880
      - YP432
        - YP431 — виявлені у Норвегії, Швеції та Англії
        - YP5515

      - S2886
        - S2889 — виявлені у Норвегії

  - S2857
    - S2858
      - YP358 — виявлені у Англії, Нідерландах та Польщі
        - YP360 — виявлені у Англії

      - S2852
        - S2859

    - YP943 — виявлені у Англії
      - YP5317

  - S3479
    - S3485
      - S3477
        - YP547
        - YP942 — виявлені у Чехії та Польщі
        - Z2035

  - YP5527 — виявлені у Нідерландах та Швейцарії
    - YP6497

### R-Z283
Z283 (R1a1a1b1) сформувався 4900 років тому. Загальний предок жив 4900 років тому.
Також віносяться 16 снипів.
Поширена у Східній та Центральній Європі переважно серед слов'ян та балтів. Z283 поширилася з Наддніпрянщини дніпро-донецької культури на захід де сформували культури шнурової кераміки у 2800—2400 роках до Р. Х..
Найближче розгалуження дерева R-Z283:
- Z283
  - Z282 (R1a1a1b1a) — сформувався 5000 років тому; загальний предок жив 5000 років тому.
    - Y2395
      - Z284 — скандинавська гаплогрупа з епіцентром у Норвегії; саме з Норвегії завдяки вторгненню вікінгів поширилася у Шотландії, Англії та Ірландії
        - S4458
          - S5301
            - S5153 — виявлені у Англії, Шотландії, Ірландії, Німеччині, Швеції, Норвегії, Фінляндії,
            - S6842

          - S6285
            - YP6270
            - YP4638

        - Z287
          - CTS8401
            - Z281
            - YP398

          - YP402
            - YP408
            - YP5002

          - CTS8277
            - CTS6835
            - S6242

          - YP6446
          - YP5155
            - YP5863

        - YP556
          - YP1178
            - YP1172
            - YP1395

          - CTS4027
            - YP6474

        - YP1370
          - YP1368
            - YP5016
            - YP5012

      - YP694
        - YP4514
        - P98

      - YP3896

    - Z280 — балто-слов'янська галузь поширена у Східній та Центральній Європі з поширенням на заході на схід й південний схід Німеччини та північний схід Італії; виділяються східно-слов'янські, балтійський, померанський (L365), карпатський, східно-алпійський, чехо-словацький та інші галузі
      - CTS1211
        - Y35
          - CTS3402
            - Y33
            - YP237
            - Y2613

          - YP4278
            - YP4441

        - YP343
          - YP340
            - YP371
            - P278.2
            - FGC2555

          - YP3982
            - YP3984

        - YP1034
          - Y13467
            - YP997
            - YP4312

          - YP4258

        - YP1019
          - YP1020
            - YP1024

          - YP6073

        - Y10805
          - YP1147

        - YP4932

      - Z92
        - Y4459
          - YP617
            - YP573
            - YP1700
            - Y29965

          - YP5520
            - YP6049

        - Z685
          - YP270
            - YP351
            - CTS4648

          - Z1907
            - CTS9551

      - S24902
        - YP561
          - YP4094
            - YP4778
            - YP4078

          - YP564
            - YP658
            - YP4660

        - YP469

      - YP5000
        - YP6410

      - CTS1055
      - YP6213

    - PF6155
      - M458 — слов'янська галузь з набільшою частотою у Польщі, Словаччині, Чехії й Східній Німеччині та з відносною частою у західній, північній й централіній Україні та Західній Білорусі
        - PF7521
          - Y2604
            - CTS11962
            - L260 — західно-слов'янська галузь найчастіша у Польщі, Словаччині та Чехії зі зменшенням частоти у Східній Німеччині, Східній Австрії, Словенії та в Угорщині

          - PF6188
            - Z29307
            - PF7536

        - A11460

    - Y17491
      - YP5872
        - YP5930
          - YP6536

      - YP4858
        - YP5820
          - YP6513

  - YP4758
    - YP5955 — виявлені у Німеччині
    - YP5977

### R-Z93
Z93 (R1a1a1b2) сформувався 4900 років тому. Загальний предок жив 4700 років тому.
Також віносяться 9 снипів.
Z93 означається як «південно-східна», або «індо-іранська» галузь R1a. Поширена у Центральній, Південній та Південно-Західній Азії. Історично пов'язана з індо-аріями, персами, мідійцями, Мітанні та татарами. Поширена також серед євреїв-ашкеназі та арабів.
Племена Z93 та Z94 просунулися на схід зі Східної Європи у степи Центральної Азії у 2500—1800 роках до Р. Х., що відображено у археології як абашевська та сінташтинська культури. Просування Z94 на схід у 2300—1400 роках до Р. Х. до меж Китаю продовжувалося у межах Андронівської культури та на південь у 1500—1000 роки у Мітанні та Персію. Приблизно 1700 року до Р. Х. галузь L657 просунвається через Афганістан у північну Індію.
Найближче розгалуження дерева R-Z93:
- Z93
  - Z94
    - Y3
      - F1417
      - L657 — поширена серед мовців індійської лінгвістичної групи

    - Y40
      - Y37
      - YP294

    - Z2124
      - Z2122
        - Y57
          - Y52
          - YP639

        - F1345
          - CTS6 — поширена серед ашкеназійських євреїв
          - F2935
          - YP5484

      - Z2125
        - YP413
        - S23592
        - Z2123 — поширене зокрема серед башкир та карачаївців

  - YP1451
  - YP1506
    - YP1505

  - YP5321
  - YP5585
  - Y34351
  - KMS149

## R1a серед українців
За даними трьох груп Familytree DNA, де сконцентровані українці, носіями R1a (M420) є 288 з 601, тобто 47,9 %.
До M459 належать усі українці-носії R1a (за винятком 1, що належить до парагрупи M420). З них 29 носіїв (10,1 %) віднесено до парагрупи М198, 25 носіїв (8,7 %) — до парагрупи М512 та 1 носій (0,3 %) — до М17. Належність до загальних гаплогруп радше пояснюється відсутністю глибшого дослідження за маркерами аніж належністю до давніх кладів батьківських парагруп. Отже з більш вивченими 232 носіями з 288 гаплогрупи М420 відносяться до гаплогрупи М417 (80,6 %).
З 232 носіїв М417 до самої парогрупи М417 належить 3 (1,3 %), до «північно-євразійської» гілки Z283 — 222 носія (95,7 %) та до «південно-східної (індо-іранської)» гілки Z93 — 7 носіїв (3,0 %).

### «Північно-євразійська» гілка Z283
З 222 носіїв «північно-євразійської» гілки Z283, 193 належать до галузі Z282 (83,2 %), а 29 — до парагрупи Z283 (12,5 %).
193 носіїв Z282 поділені на «центрально-євразійську (східно-карпатську)» гаплогрупу Z280 з 128 носіями (55,2 %), «балто-слов'янську» гаплогрупу PF6155 з 62 носіями (26,7 %) та 3 носіями самої парагрупи Z282 (1,3 %).

#### «Центрально-євразійська (східно-карпатська)» гаплогрупа Z280
Гаплогрупу Z280 поділено на гаплогрупу CTS1211 з 90 носіями (38,8 %), гаплогрупи Z92 з 33 носіями (14,2 %) гаплогрупу Z91 з 1 носієм (0,4 %) та 4 носіями самої парагрупи Z280 (1,7 %).
CTS1211 розділяються на північних й східних карпатців" гаплогрупи Y33 з 27 носіями (11,6 %), «балтійсько-карпатців» гаплогрупи YP237 з 17 носіями (7,3 %), «південних карпатців» гаплогрупи Y2613 з 5 носіями (2,2 %) та «західних карпатців» гаплогрупи YP343 з 15 носіями (6,5 %).

#### «Балтійсько-слов'янська» гаплогрупа PF6155
З 62 носіїв «балтійсько-слов'янської» гаплогрупа PF6155 33 носія (14,2 %) належать до «2-ї центральноєвропейської» гаплогрупи L1029, 1 (0,43 %) належав до «1-ї центральноєвропейської» гаплогрупи YP515, 26 носіїв (11,2 %) належать до «західнослов'янської» гаплогрупи L260, 1 носій (0,43 %) — до «скандинавської» гаплогрупи Y2395 та 1 носій — до самої парагрупи PF6155.

### «Південно-східна (індо-іранська)» гілка Z93
Гаплогрупу Z93 прозивають південно-східною за напрямом від понто-каспійського степу, а ірано-іранською — за найбільшим частотою саме серед мовців індо-іранської лінгвістичної сім'ї. Усі носії-українці Z93 відносяться до гаплогрупи Z94. В умовах України Z94 є «аланською» галуззю саме за представниками останньої іраномовної спільноти на українських теренах аланами.
7 носіїв 2 належать «ашкеназійсько-левітський» CTS6 (0,86 % від носіїв М417), та 4 належать до Z2125, що найчастіше поширена серед сучасних башкир та карачаївців.